# Астрос
А́строс (греч. Άστρος или Μεσογείο Άστρος, «внутренний Астрос») — малый город в Греции. Расположен на высоте 68 метров над уровнем моря, в 4 километрах к юго-западу от порта Паралион-Астроса и побережья залива Арголикоса Эгейского моря, на правом берегу реки Таноса. Находится в восточной части полуострова Пелопоннеса, в 109 километрах к юго-западу от Афин. Является административным центром общины (дима) Вория-Кинурия в периферийной единице Аркадии в периферии Пелопоннес. Население 2285 жителей по переписи 2011 года.
В 14 километрах к северу от города проходит национальная дорога 7 Коринф — Каламата.
И имя, и само поселение восходят к глубокой древности, когда были известны как Астрон. Считается наиболее популярным местом отдыха среди жителей Триполиса.
Во время греческой революции Астрос стал местом проведения второго национального собрания 1823 года.
В Астросе есть школа, лицей, высшее учебное заведение, банки, почта, а также церкви (одна из которых находится на вершине горы). Работает археологический музей.
Земля в этой местности каменистая, в основном покрыта кустарниками, и непригодна для сельского хозяйства, однако в низинах около города есть несколько ферм и садов. Панорамный вид из города включает часть мыса, защищающего гавань, западную и южную часть Арголиды, за исключением самых низких областей. При ясной погоде видны прибрежные поселения; западный берег острова Спеце можно наблюдать лишь эпизодически.

## Сообщество Астрос
В общинное сообщество Астрос входят пять населённых пунктов и монастырь Лукус. Население 2408 жителей по переписи 2011 года. Площадь 61,38 квадратного километра.
| Наименование    | Население (2011), человек |
| --------------- | ------------------------- |
| Айос-Иоанис     | 71                        |
| Айос-Стефанос   | 3                         |
| Астрос          | 2285                      |
| Варвогли        | 36                        |
| Монастырь Лукус | 9                         |
| Хандакия        | 4                         |

## Население
| Год  | Население, человек |
| ---- | ------------------ |
| 1991 | 2704               |
| 2001 | 2630               |
| 2011 | ↘ 2285             |